# Yu Tao
Yu Tao (于濤T, 于涛S, Yú TāoP; Shanghai, 15 ottobre 1981) è un calciatore cinese, centrocampista del Beijing Enterprises.

## Carriera

### Club
La sua carriera da calciatore professionista inizia nel 2002, quando milita per lo Shanghai Shenhua

### Nazionale
Dal 2002 al 2011 milita nella Nazionale maggiore.